# Genusstauglichkeits- und Identitätskennzeichen

Altes deutsches Identitätskennzeichen ("DE") von vor 2016 mit Betriebsnummer "BY" für Bayern und einem dreistelligen Ziffernblock für ein Milchprodukt. Beim neuen Kennzeichen ist dieser produktunabhängig immer fünfstellig. Außerdem wurde das "EG"-Kürzel inzwischen in das "EU"-Kürzel geändert

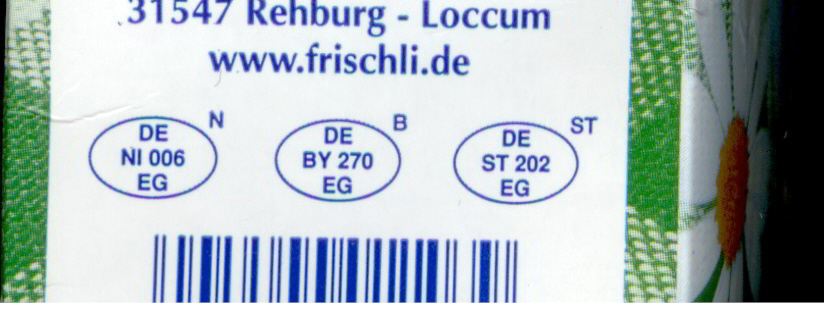
Identitätskennzeichen nach den Regelungen von vor 2016 auf einer Tetrapak-Milchpackung

Genusstauglichkeits- und Identitätskennzeichen, auch Rückverfolgbarkeitscode genannt, sind Bezeichnungen für eine Kennzeichnung von Lebensmitteln im Rahmen des EU-einheitlichen Kennzeichnungssystems. Letzteres wurde 2011 beschlossen und ist seit 2016 in allen Teilen gültig. Grundlage ist die in allen Mitgliedstaaten unmittelbar anzuwendende europäische Lebensmittel-Informationsverordnung, (EU) Nr. 1169/2011. Das neue Kennzeichnungssystem umfasst neben der Sachbezeichnung des Produktes unter anderem auch Angaben zum Mindesthaltbarkeitsdatum, zu den Lagerbedingungen, die Nährwerttabelle, allfällige Gütesiegel, das Füllvolumen, eine allfällige Wärmebehandlung (Pasteurisierung) sowie den Fettgehalt. Bereits 2004 wurden EU-weit spezifische Hygienevorschriften für den Umgang mit Lebensmittel tierischen Ursprungs samt Kennzeichnung mit der Verordnung (EG) Nr. 853/2004 eingeführt. Diese Kennzeichnung ist dann vorzunehmen, wenn der Betrieb für die Herstellung bestimmter tierischer Produkte und die Art ihrer Vermarktung eine Zulassung braucht. Das Genusstauglichkeitskennzeichen dient der kennzeichnenden Freigabe von Fleisch nach der Schlachtung. Das Identitätskennzeichen wird auf allen übrigen tierischen Erzeugnissen wie zum Beispiel Milch oder Milchprodukten angebracht. Das Genusstauglichkeits- und Identitätskennzeichen umfasst in der ersten Zeile das EU-Länderkürzel, in der zweiten Zeile die Zulassungsnummer des Betriebes, die auch eine regionale Komponente beinhalten kann, und in der dritten Zeile das Kürzel für die Europäische Gemeinschaft.
In Deutschland werden Identitäts- und Genusstauglichkeitskennzeichen von den jeweiligen Zulassungsbehörden der Bundesländer nach einer Prüfung der Voraussetzungen vergeben (Zulassung nach EU-Hygienerecht). 
Das Kennzeichen besagt, dass der Betrieb, welcher das Produkt zuletzt behandelt bzw. verpackt hat, nach EU-weiten Hygienestandards arbeitet und entsprechend überwacht wird. 
Man findet es auf der Verpackung sämtlicher Lebensmittel tierischer Herkunft (Milchprodukte, Fleischerzeugnisse, Fisch- und Weichtierprodukte, Eiprodukte), wo es EU-weit durch die europäische Verordnung (EG) Nr. 853/2004 vorgeschrieben ist. 
Hingewiesen wird auf das Kennzeichen oft mit „abgefüllt von:“ oder „abgepackt von:“. 
Nur die in Einzelhandelsbetrieben hergestellten oder weiterbearbeiteten tierischen Lebensmittel (z. B. in Metzgereien, Supermärkten, Gastronomie, Großküchen), welche direkt von dort an Endverbraucher abgegeben oder ausgeliefert werden, sind von der Kennzeichnungspflicht ausgenommen, ebenso wie die Betriebe von der Zulassungspflicht. Eine weitere Ausnahme von der Kennzeichnungspflicht besteht für frische Eier, die nach Marktrecht gekennzeichnet werden. 
Diese Kennzeichnung ist nicht primär für den Endverbraucher, sondern für die Überwachungsbehörden und Handelspartner gedacht. Aus dem Kennzeichen sind nur Rückschlüsse auf den Herstellungsbetrieb möglich, nicht aber etwa auf die Herkunft der Rohstoffe. Diese sind nur dann möglich, wenn eine geografische Herkunftsbezeichnung verwendet wurde. So muss bspw. „irische Butter“ in Irland hergestellt sein, auch wenn die Endverpackung in Deutschland vorgenommen wurde.
Alle Mitgliedstaaten sind verpflichtet, Listen mit den Betrieben und ihren jeweiligen Zulassungsnummern zu veröffentlichen.
Mit der Allgemeinen Verwaltungsvorschrift Lebensmittelhygiene (AVV LmH) vom 12. September 2007 wurde für Deutschland die Zulassungsnummer für alle verschiedenen Betriebsarten neu und einheitlich geregelt. Sie besteht aus einem Kürzel für das Bundesland und einer 5-stelligen Ziffer, z. B. „BW 12345“. Bei der eigentlichen Kennzeichnung wird dieser Zulassungsnummer das Kürzel des Mitgliedstaates voran (1. Zeile) und die jeweilige landessprachliche Abkürzung für die Europäische Gemeinschaft (EG) angefügt (3. Zeile). Diese drei Zeilen werden von einer Ellipse umrandet. Damit besteht diese Kennzeichnung aus vier Teilen. Diese vier Teile stehen für:
1. (in Zeile 1) den EU-Mitgliedstaat (AT, BE, BG, CY, CZ, DK, DE, EE, EL, ES, FI, FR, HU, HR, IE, IT, LT, LU, LV, MT, NL, PL, PT, RO, SE, SI, SK, UK) bzw. den EWR-Staat (IS, NO) so wie per Sondervereinbarung (CH, FO, GL und SM)
2. (in Zeile 2) in Deutschland: das Bundesland (BB, BE, BW, BY, HB, HE, HH, MV, NI, NW, RP, SH, SL, SN, ST, TH)
3. (in Zeile 2) in Deutschland: die 5-stellige Betriebsnummer
4. (in Zeile 3) die Abkürzung für Europäische Gemeinschaft (CE, EB, EC, EF, EG, EK, EO, EY, ES, EÜ, EK, WE)

Bis zur Neuregelung in Deutschland 2007 wurden anstelle der Kürzel für das Bundesland Kürzel für die Art des Betriebes sowie bis zu 4-stellige Betriebsnummern verwendet. Die Kürzel für die Betriebsarten waren:
- ES Schlachtbetrieb für Haustiere wie Rind, Pferd, Schwein, Schaf oder Ziege („Rotfleisch“)
- ESG Schlachtbetrieb für Hausgeflügel
- ESK Schlachtbetrieb für Hauskaninchen
- EUZ Umpackbetrieb nach dem Fleisch- und Geflügelfleischhygienerecht
- EV Verarbeitungsbetrieb für Fleisch
- EZ Zerlegungsbetrieb für Rotfleisch
- EZG Zerlegungsbetrieb für Geflügelfleisch
- EZK Zerlegungsbetrieb für Hauskaninchen
- EHK eigenständige Produktionseinheit für Hackfleisch- und Fleischzubereitungsbetrieb
- EWK Wildbearbeitungsbetrieb
- EFU Fischumpackbetrieb
- EFB Fischverarbeitungsbetrieb
- EP Eiprodukte, ein Bundeslandkürzel in Verbindung mit einer 3-stelligen Betriebsnummer für einen Milchbetrieb

Dies hatte jedoch zur Folge, dass ehemals Betriebe mit mehreren Produktionsbereichen mehrere Zulassungsnummern erhielten.
Ehemals vergebene Zulassungsnummern müssen nicht unbedingt geändert werden. Nur neu zugelassene Betriebe müssen eine einzige Zulassungsnummer nach dem neuen System erhalten.
In anderen Mitgliedstaaten der EU gelten für den zweiten und dritten Teil des Codes andere Regeln.
Betriebe außerhalb der EU, die tierische Lebensmittel für die EU herstellen und exportieren wollen, müssen ebenfalls zugelassen und gelistet, sowie deren Produkte ebenfalls mit einem Genusstauglichkeits- bzw. Identitätskennzeichen versehen werden.